# Sant'Antonio in Mercadello
Sant'Antonio in Mercadello (Sant'Antonì in dialetto locale) è una località italiana, frazione di Novi di Modena.
Il paese è stato duramente colpito dai Terremoti dell'Emilia del 2012 che hanno causato ingenti danni ad abitazioni ed edifici storici.

## Monumenti e luoghi d'interesse

### Architetture religiose
Chiesa di Sant'Antonio
Quando nel giugno del 1651, il duca di Modena, concesse in feudo Rovereto e il suo territorio comprendente anche Sant'Antonio al nobile Annibale Foschieri, tra i privilegi accordati c'era quello di poter costruire un oratorio, dedicato a Sant'Antonio da Padova. L'oratorio fu rifatto nel 1682 e rimase fino al 1962. Nel 1951 divenne chiesa parrocchiale.
Si tratta di un edificio di linee architettoniche moderne progettato dagli architetti Testi e Gasparini di Carpi. 	
La struttura è in cemento armato con pareti di muratura a vista. L'altare maggiore è stato realizzato da Romano Pelloni di Carpi, ai lati dello stesso si possono ammirare le statue di Sant'Antonio da Padova e di Sant'Agnese, sculture lignee policrome opera di Virgilio Prugger di Ortisei.
Oratorio dell'Immacolata Concezione
Fu eretto dalla famiglia Pio di fronte al palazzo nel 1605 per concessione di Papa Pio V nel 1605, che lo dedicò all'Immacolata Concezione.
Fu rifatto su progetto di Manfredo XIII Pio nel 1656, in belle forme di spiccata monumentalità e solennemente benedetto il 18 dicembre dello stesso anno. Dal 1854 è proprietà, così come il palazzo, della famiglia Gasparini Casari che in esso ha posto le sue sepolture. Si tratta di un elegante tempietto a forma quadrata con cupola. 	
Gli esterni sono definiti da trabeazione a triglifi e timpani triangolari con volute. La cupola reca specchiature ad oculi ciechi secondo un gusto decorativo di tradizioni tardo rinascimentali già presente in area mantovana. Nell'interno, molto ben conservato, spicca un paliotto in scagliola policroma con al centro raffigurata la Madonna col Bambino sovrastata dallo stemma dei Pio e le iniziali di Galasso Pio, opera di Giovanni Pozzuoli eseguita nel 1689.

### Architetture civili
Palazzo Pio di Savoia
I Pio di Carpi ebbero un grande attaccamento al territorio di Rovereto che al quel tempo comprendeva anche quello di Sant'Antonio e, a dimostrazione di ciò, vi edificarono un grande palazzo.
In origine l'edificio consisteva in un fortilizio rettangolare con cortile interno e protetto da quattro torri angolari e si può datare alla metà del Quattrocento circa. Nel 1525 quando i Pio perdettero l'investitura del Principato carpense, il palazzo rimase di loro proprietà libero da vincoli feudali ed essi ne fecero il centro delle attività derivanti dall'agricoltura e dai commerci di quelle zone. Galazzo IV, verso la fine del Seicento, Io trasformò da presidio fortificato in palazzo a figura di corte. Ne fu architetto e disegnatore il figlio Andrea Pio.
Questo palazzo diventò residenza abituale dei Pio del ramo Carpigiano e rappresentò il centro amministrativo per la gestione dei vasti possedimenti fondiari ubicati nel territorio. Alla fine del Settecento, il palazzo venne trasformato in villa-fattoria con l'aggiunta del grande corpo frontale, ad est, terminante in due bassi torrioni che ne definirono le ali secondarie. Ancora oggi guardandolo, questo grande solitario palazzo pare collocarsi sullo sfondo di un dipinto, soffuso da un lirismo malinconico che gli deriva dalla sua ritirata solitudine.

### Architetture militari
Torre della Sacchella
La Torre della Sacchella presso il nucleo agricolo di Gruppo si colloca tra Fossoli e Novi. Fu costruita con ogni probabilità dai Pio di Carpi nella seconda metà del sec. XV in posizione strategica a guardia del confine con lo Stato estense e il ducato di Mirandola con funzione di avvistamento, difesa e segnalazione.
La Torre è una bella costruzione in cotto dall'accurata muratura che ha tonalità rossastre. Ha pianta quadrata e zoccolo a scarpa, le finestre attuali assai ampie sono di esecuzione posteriore, mentre ne restano di originali disposte in angolo ad illuminare il vano scala, di breve apertura rettangolare. Questo guardiano di pietra, integro fino a pochi anni prima, affrontò il terremoto del 2012 in stato di abbandono e privo del tetto. Si presenta ora crollato per metà dell'altezza.